# Охнер, Надя
Надя Охнер (нем. Nadya Ochner, род. 14 марта 1993 года, Мерано, Италия) — итальянская сноубордистка, выступает в параллельных дисциплинах. Чемпионка мира 2023 года в командном параллельном слаломе.
- Победительница и призёр этапов Кубка мира;
- Победительница и призёр этапов Кубка Европы;
- Бронзовый призёр чемпионата мира среди юниоров в параллельном гигантском слаломе (2013);

## Результаты на крупнейших соревнованиях

### Зимние Олимпийские игры
| Олимпийские игры | Параллельный гигантский слалом | Параллельный слалом |
| ---------------- | ------------------------------ | ------------------- |
| 2014 Coчи        | 26                             | 22                  |
| 2018 Пхёнчхан    | 18                             | н/д                 |
| 2022 Пекин       | 16                             | н/д                 |